# Golden State
Golden State —en español: Estado dorado— es el cuarto álbum de estudio de la banda británico Bush. Fue publicado el 23 de octubre de 2001. Sin embargo, terminó siendo su peor álbum vendido hasta la fecha, ni siquiera llegó a la posición de Platino de sus álbumes anteriores. Este también sería el último álbum con Nigel Pulsford y Dave Parsons. Bush no lanzaría otro álbum de estudio hasta diez años más tarde con The Sea Of Memories. Las notas de Golden State citan el disco en la memoria de Ian Lowery, fundador de los demonios populares . En el documental Making Of Golden State, el título se revela como inspirados por la autopista Golden State, que Gavin Rossdale solía utilizar para llegar a casa.

## Lista de canciones
| N.º | Título                    | Duración |  |
| 1.  | «Solutions»               | 4:27     |  |
| 2.  | «Headful of Ghosts»       | 4:21     |  |
| 3.  | «The People That We Love» | 4:01     |  |
| 4.  | «Superman»                | 4:00     |  |
| 5.  | «Fugitive»                | 4:02     |  |
| 6.  | «Hurricane»               | 3:15     |  |
| 7.  | «Inflatable»              | 4:18     |  |
| 8.  | «Reasons»                 | 3:41     |  |
| 9.  | «Land of the Living»      | 4:15     |  |
| 10. | «My Engine Is with You»   | 2:35     |  |
| 11. | «Out of This World»       | 4:04     |  |
| 12. | «Float»                   | 4:15     |  |

## Posiciones
| Lista (2001)                    | Posición |
| ------------------------------- | -------- |
| Australian Albums Chart (ARIA)  | 78       |
| Austria (Ö3 Austria)            | 11       |
| Bélgica (Ultratop flamenca)     | 31       |
| Países Bajos (Album Top 100)    | 41       |
| Alemania (Media Control Charts) | 10       |
| Suiza (Schweizer Hitparade)     | 31       |
| Reino Unido (UK Albums Chart)   | 53       |
| Estados Unidos (Billboard 200)  | 22       |

## Personal
- Gavin Rossdale - guitarra, coros, voces
- Robin Goodridge - tambores
- Dave Parsons - bajista
- Nigel Pulsford - guitarra